# Arteră plantară profundă
Artera plantară profundă (ramus plantaris profundus; artera comunicantă) coboară în talpa piciorului, între cele două capete ale primei dorsale interosoase și se unește cu terminația arterei plantare laterale, pentru a completa arcul plantar.
Trimite o ramură de-a lungul părții mediale a degetului mare și se continuă înainte de-a lungul primului spațiu interos ca primă arteră metatarsiană plantară, care se bifurcă pentru alimentarea părților adiacente ale degetelor mari și ale celui de-al doilea deget.